# Playoffs NBA 1950
Los Playoffs de la NBA de 1950 fueron el torneo final de la temporada 1949-50 de la NBA. Concluyó con la victoria de Minneapolis Lakers, campeón de la Conferencia Oeste, sobre Syracuse Nationals, campeón de la Conferencia Este por 4-2.
Este año, 1950, fue en el que se creó la NBA como tal. Minneapolis consiguió por tanto el primer título de la historia de la NBA, ganando todas las series del playoffs con un balance final de 10-2 en victorias-derrotas.

## Formato
La NBA fue creada en 1949 por la fusión de dos ligas de baloncesto profesionales que competían entre sí, la BAA y la NBL. Solo para su primera temporada, los equipos de la NBA se organizaron en 3 Divisiones: La División Este, que comprende los cinco equipos supervivientes de la División Este de BAA más Syracuse de la NBL; División Central, que comprende los cinco equipos supervivientes de la División Oeste de BAA; y División Oeste, que comprende todos los equipos de la NBL excepto Syracuse.
Una vez terminada la temporada regular, la clasificación para los playoffs se produce de la siguiente manera: Clasifican los 4 mejores equipos de cada divisíon. Se ordenan en orden descendente según la cantidad de victorias.
Una vez que se establecen los puestos definitivos para los playoffs, se realizan unas eliminatorias denominadas: Semifinales y Final de división y los clubes que ganen sus eliminatorias se van clasificando de la siguiente forma:
|  | Semifinales     | Semifinales |  |  | Final | Final |  |
|  | 1-1-1           | 1-1-1       |  |  | 1-1-1 | 1-1-1 |  |
|  |                 |             |  |  |       |       |  |
|  |                 |             |  |  |       |       |  |
|  | 1.º Clasificado |             |  |  |       |       |  |
|  |                 |             |  |  |       |       |  |
|  | 4.º Clasificado |             |  |  |       |       |  |
|  |                 |             |  |  |       |       |  |
|  |                 |             |  |  |       |       |  |
|  |                 |             |  |  |       |       |  |
|  | 2.º Clasificado |             |  |  |       |       |  |
|  |                 |             |  |  |       |       |  |
|  | 3.º Clasificado |             |  |  |       |       |  |
|  |                 |             |  |  |       |       |  |
|  |                 |             |  |  |       |       |  |

Las eliminatorias o series se juegan en un formato al mejor de 3 partidos, en el que se tiene que ganar 2 partidos para clasificarse para la siguiente ronda. El equipo que posea la ventaja de campo en cada eliminatoria disputará los partidos 1 y 3 como local, mientras que el otro encuentro se jugará en el pabellón del equipo contrario (Formato: 1-1-1). Se establece como equipo con ventaja de campo al que haya tenido mejor balance en liga entre los 2 contendientes de una eliminatoria. En el momento en que un equipo gana 2 partidos, se clasifica para la siguiente ronda de eliminatoria, sin jugar obligatoriamente los 3 partidos programados.
Luego de haber definido al campeón de cada división, el equipo con mejor rendimiento en la temporada regular queda libre, permitiendo que los otros 2 restantes se enfrenten al mejor de 3 partidos. Al final, el equipo vencedor de esa llave se enfrenta al equipo con mejor rendimiento en una serie de 7 partidos (Formato: 2-2-1-1-1), resultando campeón de la NBA el que gane 4 partidos.

## Clasificación[1]

### División Este
| Puesto | Equipo                | Récord |
| ------ | --------------------- | ------ |
| 1      | Syracuse Nationals    | 51-13  |
| 2      | New York Knicks       | 40-28  |
| 3      | Washington Capitols   | 32-36  |
| 4      | Philadelphia Warriors | 26-42  |

### División Central
| Puesto | Equipo             | Récord |
| ------ | ------------------ | ------ |
| 1      | Minneapolis Lakers | 51-17  |
| 2      | Rochester Royals   | 51-17  |
| 3      | Fort Wayne Pistons | 40-28  |
| 4      | Chicago Stags      | 40-28  |

### División Oeste
| Puesto | Equipo                 | Récord |
| ------ | ---------------------- | ------ |
| 1      | Indianapolis Olympians | 39-25  |
| 2      | Anderson Packers       | 37-27  |
| 3      | Tri-Cities Blackhawks  | 29-35  |
| 4      | Sheboygan Redskins     | 22-40  |

## Cuadro de enfrentamientos
|  | Semifinales de División | Semifinales de División | Semifinales de División |                    |                    | Finales de División | Finales de División | Finales de División |  |    | Semifinales NBA    | Semifinales NBA | Semifinales NBA |  |    | Finales de la NBA  | Finales de la NBA | Finales de la NBA |
|  |                         |                         |                         |                    |                    |                     |                     |                     |  |    |                    |                 |                 |  |    |                    |                   |                   |
|  |                         | Bye                     |                         |                    |                    |                     |                     |                     |  |    |                    |                 |                 |  |    |                    |                   |                   |
|  |                         | Bye                     |                         |                    |                    |                     |                     |                     |  |    |                    |                 |                 |  |    |                    |                   |                   |
|  |                         |                         | Bye                     |                    |                    |                     |                     |                     |  |    |                    |                 |                 |  |    |                    |                   |                   |
|  |                         |                         |                         |                    |                    |                     |                     |                     |  |    |                    |                 |                 |  |    |                    |                   |                   |
|  |                         |                         | Bye                     |                    |                    |                     |                     |                     |  |    |                    |                 |                 |  |    |                    |                   |                   |
|  |                         | Bye                     |                         |                    |                    |                     |                     |                     |  |    |                    |                 |                 |  |    |                    |                   |                   |
|  |                         |                         |                         |                    |                    |                     |                     |                     |  |    |                    |                 |                 |  |    |                    |                   |                   |
|  |                         | Bye                     |                         |                    |                    |                     |                     |                     |  |    |                    |                 |                 |  |    |                    |                   |                   |
|  |                         |                         |                         |                    |                    |                     |                     | Bye                 |  |    |                    |                 |                 |  |    |                    |                   |                   |
|  | División Este           |                         |                         |                    |                    |                     |                     |                     |  |    |                    |                 |                 |  |    |                    |                   |                   |
|  |                         | E1                      | Syracuse Nationals      |                    |                    |                     |                     |                     |  |    |                    |                 |                 |  |    |                    |                   |                   |
|  | E1                      | E1                      | Syracuse Nationals      | Syracuse Nationals | 2                  |                     |                     |                     |  |    |                    |                 |                 |  |    |                    |                   |                   |
|  | E1                      |                         |                         | Syracuse Nationals | 2                  |                     |                     |                     |  |    |                    |                 |                 |  |    |                    |                   |                   |
|  | E4                      | Philadelphia Warriors   | 0                       |                    |                    |                     |                     |                     |  |    |                    |                 |                 |  |    |                    |                   |                   |
|  | E4                      | Philadelphia Warriors   | 0                       |                    | E1                 | Syracuse Nationals  | 2                   |                     |  |    |                    |                 |                 |  |    |                    |                   |                   |
|  |                         |                         |                         |                    | E1                 | Syracuse Nationals  | 2                   |                     |  |    |                    |                 |                 |  |    |                    |                   |                   |
|  |                         | E2                      | New York Knicks         | 1                  |                    |                     |                     |                     |  |    |                    |                 |                 |  |    |                    |                   |                   |
|  | E2                      | E2                      | New York Knicks         | 1                  | New York Knicks    | 2                   |                     |                     |  |    |                    |                 |                 |  |    |                    |                   |                   |
|  | E2                      |                         |                         |                    | New York Knicks    | 2                   |                     |                     |  |    |                    |                 |                 |  |    |                    |                   |                   |
|  | E3                      | Washington Capitols     | 0                       |                    |                    |                     |                     |                     |  |    |                    |                 |                 |  |    |                    |                   |                   |
|  | E3                      | Washington Capitols     | 0                       |                    |                    |                     |                     |                     |  |    |                    |                 |                 |  | E1 | Syracuse Nationals | 2                 |                   |
|  |                         | División Central        |                         |                    |                    |                     |                     |                     |  |    |                    |                 |                 |  | E1 | Syracuse Nationals | 2                 |                   |
|  |                         | C1                      | Minneapolis Lakers      | 4                  |                    |                     |                     |                     |  |    |                    |                 |                 |  |    |                    |                   |                   |
|  | C1                      | C1                      | Minneapolis Lakers      | 4                  | Minneapolis Lakers | 2                   |                     |                     |  |    |                    |                 |                 |  |    |                    |                   |                   |
|  | C1                      |                         |                         |                    | Minneapolis Lakers | 2                   |                     |                     |  |    |                    |                 |                 |  |    |                    |                   |                   |
|  | C4                      | Chicago Stags           | 0                       |                    |                    |                     |                     |                     |  |    |                    |                 |                 |  |    |                    |                   |                   |
|  | C4                      | Chicago Stags           | 0                       |                    | C1                 | Minneapolis Lakers  | 2                   |                     |  |    |                    |                 |                 |  |    |                    |                   |                   |
|  |                         |                         |                         |                    | C1                 | Minneapolis Lakers  | 2                   |                     |  |    |                    |                 |                 |  |    |                    |                   |                   |
|  |                         | C3                      | Fort Wayne Pistons      | 0                  |                    |                     |                     |                     |  |    |                    |                 |                 |  |    |                    |                   |                   |
|  | C2                      | C3                      | Fort Wayne Pistons      | 0                  | Rochester Royals   | 0                   |                     |                     |  |    |                    |                 |                 |  |    |                    |                   |                   |
|  | C2                      |                         |                         |                    | Rochester Royals   | 0                   |                     |                     |  |    |                    |                 |                 |  |    |                    |                   |                   |
|  | C3                      | Fort Wayne Pistons      | 2                       |                    |                    |                     |                     |                     |  |    |                    |                 |                 |  |    |                    |                   |                   |
|  | C3                      | Fort Wayne Pistons      | 2                       |                    |                    |                     |                     |                     |  | C1 | Minneapolis Lakers | 2               |                 |  |    |                    |                   |                   |
|  | División Oeste          |                         |                         |                    |                    |                     |                     |                     |  | C1 | Minneapolis Lakers | 2               |                 |  |    |                    |                   |                   |
|  |                         | O2                      | Anderson Packers        | 0                  |                    |                     |                     |                     |  |    |                    |                 |                 |  |    |                    |                   |                   |
|  | O1                      | O2                      | Anderson Packers        | 0                  | Indianapolis       | 2                   |                     |                     |  |    |                    |                 |                 |  |    |                    |                   |                   |
|  | O1                      |                         |                         |                    | Indianapolis       | 2                   |                     |                     |  |    |                    |                 |                 |  |    |                    |                   |                   |
|  | O4                      | Sheboygan Redskins      | 1                       |                    |                    |                     |                     |                     |  |    |                    |                 |                 |  |    |                    |                   |                   |
|  | O4                      | Sheboygan Redskins      | 1                       |                    | O1                 | Indianapolis        | 1                   |                     |  |    |                    |                 |                 |  |    |                    |                   |                   |
|  |                         |                         |                         |                    | O1                 | Indianapolis        | 1                   |                     |  |    |                    |                 |                 |  |    |                    |                   |                   |
|  |                         | O2                      | Anderson Packers        | 2                  |                    |                     |                     |                     |  |    |                    |                 |                 |  |    |                    |                   |                   |
|  | O2                      | O2                      | Anderson Packers        | 2                  | Anderson Packers   | 2                   |                     |                     |  |    |                    |                 |                 |  |    |                    |                   |                   |
|  | O2                      |                         |                         |                    | Anderson Packers   | 2                   |                     |                     |  |    |                    |                 |                 |  |    |                    |                   |                   |
|  | O3                      | Tri-Cities Blackhawks   | 1                       |                    |                    |                     |                     |                     |  |    |                    |                 |                 |  |    |                    |                   |                   |

Negrita - Ganador de las series
cursiva - Equipo con ventaja de campo

## Semifinales de División

### División Este

#### (1) Syracuse Nationals vs. (4) Philadelphia Warriors
| 22 de marzo                   | Philadelphia Warriors                 | 76–93       | Syracuse Nationals               |  |  |  |
|                               | Parciales: 24–20, 14–28, 17–19, 21–26 |             |                                  |  |  |  |
|                               | Estadísticas Chink Crossin 20         | Reporte Pts | Estadísticas George Ratkovicz 25 |  |  |  |
| Syracuse lidera la serie, 1–0 |                                       |             |                                  |  |  |  |
|                               |                                       |             |                                  |  |  |  |

| 23 de marzo                 | Syracuse Nationals                   | 59–53       | Philadelphia Warriors        |  |  |  |
|                             | Parciales: 16–12, 10–19, 13–13, 20–9 |             |                              |  |  |  |
|                             | Estadísticas Dolph Schayes 16        | Reporte Pts | Estadísticas Vern Gardner 17 |  |  |  |
| Syracuse gana la serie, 2–0 |                                      |             |                              |  |  |  |
|                             |                                      |             |                              |  |  |  |

| 6 de noviembre de 1949 | Philadelphia Warriors | 72–82   | Syracuse Nationals |  |
|                        |                       |         |                    |  |
|                        |                       | Reporte |                    |  |

| 29 de diciembre de 1949 | Syracuse Nationals | 64–62   | Philadelphia Warriors |  |
|                         |                    |         |                       |  |
|                         |                    | Reporte |                       |  |

Es el primer encuentro de playoffs entre estos equipos.

#### (2) New York Knicks vs. (3) Washington Capitols
| 21 de marzo                 | New York Knicks                       | 90–87       | Washington Capitols          |  |  |  |
|                             | Parciales: 26–25, 16–20, 21–19, 27–23 |             |                              |  |  |  |
|                             | Estadísticas Carl Braun 26            | Reporte Pts | Estadísticas Fred Scolari 23 |  |  |  |
| Knicks lidera la serie, 1–0 |                                       |             |                              |  |  |  |
|                             |                                       |             |                              |  |  |  |

| 22 de marzo               | Washington Capitols                   | 83–103      | New York Knicks                |  |  |  |
|                           | Parciales: 21–25, 21–26, 21–24, 20–28 |             |                                |  |  |  |
|                           | Estadísticas Don Otten 21             | Reporte Pts | Estadísticas Harry Gallatin 20 |  |  |  |
| Knicks gana la serie, 2–0 |                                       |             |                                |  |  |  |
|                           |                                       |             |                                |  |  |  |

| 22 de noviembre de 1949 | New York Knicks | 89–74   | Washington Capitols |  |
|                         |                 |         |                     |  |
|                         |                 | Reporte |                     |  |

| 23 de noviembre de 1949 | Washington Capitols | 67–87   | New York Knicks |  |
|                         |                     |         |                 |  |
|                         |                     | Reporte |                 |  |

| 31 de diciembre de 1949 | New York Knicks | 64–70   | Washington Capitols |  |
|                         |                 |         |                     |  |
|                         |                 | Reporte |                     |  |

| 11 de enero de 1950 | Washington Capitols | 72–73   | New York Knicks |  |
|                     |                     |         |                 |  |
|                     |                     | Reporte |                 |  |

| 4 de febrero de 1950 | New York Knicks | 76–71   | Washington Capitols |  |
|                      |                 |         |                     |  |
|                      |                 | Reporte |                     |  |

| 22 de febrero de 1950 | Washington Capitols | 81–89   | New York Knicks |  |
|                       |                     |         |                 |  |
|                       |                     | Reporte |                 |  |

Es la segunda vez que se enfrentan estos equipos en playoffs, los Capitols ganaron en el primer encuentro.
| \| 1949 \| Washington Capitols \| 2–1 \| New York Knicks \| \| \| \| \| \| \| \| \| \| \| \| \| Pabellón: Finales División Este 1949 \| |                     |     |                 |                                      |
| 1949 | Washington Capitols | 2–1 | New York Knicks |                                      |
| |                     |     |                 |                                      |
| |                     |     |                 | Pabellón: Finales División Este 1949 |

### División Oeste

#### (1) Indianapolis Olympians vs. (4) Sheboygan Redskins
| 21 de marzo                       | Sheboygan Redskins                    | 85–86       | Indianapolis Olympians      |  |  |  |
|                                   | Parciales: 24–23, 15–22, 25–14, 21–27 |             |                             |  |  |  |
|                                   | Estadísticas Jack Burmaster 19        | Reporte Pts | Estadísticas Ralph Beard 17 |  |  |  |
| Indianapolis lidera la serie, 1–0 |                                       |             |                             |  |  |  |
|                                   |                                       |             |                             |  |  |  |

| 23 de marzo         | Indianapolis Olympians                | 85–95       | Sheboygan Redskins          |  |  |  |
|                     | Parciales: 31–21, 22–28, 15–20, 17–26 |             |                             |  |  |  |
|                     | Estadísticas Alex Groza 26            | Reporte Pts | Estadísticas Bob Brannum 17 |  |  |  |
| Serie empatada, 1–1 |                                       |             |                             |  |  |  |
|                     |                                       |             |                             |  |  |  |

| 25 de marzo                     | Sheboygan Redskins                    | 84–91       | Indianapolis Olympians     |  |  |  |
|                                 | Parciales: 22–27, 18–19, 28–19, 16–26 |             |                            |  |  |  |
|                                 | Estadísticas Noble Jorgensen 20       | Reporte Pts | Estadísticas Alex Groza 30 |  |  |  |
| Indianapolis gana la serie, 2–1 |                                       |             |                            |  |  |  |
|                                 |                                       |             |                            |  |  |  |

| 13 de noviembre de 1949 | Indianapolis Olympians | 101–104 | Sheboygan Redskins |  |
|                         |                        |         |                    |  |
|                         |                        | Reporte |                    |  |

| 26 de noviembre de 1949 | Sheboygan Redskins | 59–85   | Indianapolis Olympians |  |
|                         |                    |         |                        |  |
|                         |                    | Reporte |                        |  |

| 1 de enero de 1950 | Indianapolis Olympians | 89–75   | Sheboygan Redskins |  |
|                    |                        |         |                    |  |
|                    |                        | Reporte |                    |  |

| 10 de enero de 1950 | Sheboygan Redskins | 77–107  | Indianapolis Olympians |  |
|                     |                    |         |                        |  |
|                     |                    | Reporte |                        |  |

| 21 de febrero de 1950 | Sheboygan Redskins | 83–78   | Indianapolis Olympians |  |
|                       |                    |         |                        |  |
|                       |                    | Reporte |                        |  |

| 26 de febrero de 1950 | Indianapolis Olympians | 107–86  | Sheboygan Redskins |  |
|                       |                        |         |                    |  |
|                       |                        | Reporte |                    |  |

| 5 de marzo de 1950 | Indianapolis Olympians | 92–87   | Sheboygan Redskins |  |
|                    |                        |         |                    |  |
|                    |                        | Reporte |                    |  |

Es el primer encuentro de playoffs entre estos equipos.

#### (2) Anderson Packers vs. (3) Tri-Cities Blackhawks
| 21 de marzo                   | Tri-Cities Blackhawks                 | 77–89       | Anderson Packers          |  |  |  |
|                               | Parciales: 17–20, 21–15, 19–21, 20–33 |             |                           |  |  |  |
|                               | Estadísticas Jack Nichols 27          | Reporte Pts | Estadísticas Red Owens 19 |  |  |  |
| Anderson lidera la serie, 1–0 |                                       |             |                           |  |  |  |
|                               |                                       |             |                           |  |  |  |

| 23 de marzo         | Anderson Packers                     | 75–76       | Tri-Cities Blackhawks        |  |  |  |
|                     | Parciales: 9–13, 12–18, 22–21, 32–24 |             |                              |  |  |  |
|                     | Estadísticas Frank Brian 26          | Reporte Pts | Estadísticas Jack Nichols 23 |  |  |  |
| Serie empatada, 1–1 |                                      |             |                              |  |  |  |
|                     |                                      |             |                              |  |  |  |

| 24 de marzo                 | Tri-Cities Blackhawks                 | 71–94       | Anderson Packers            |  |  |  |
|                             | Parciales: 21–22, 18–25, 11–26, 21–21 |             |                             |  |  |  |
|                             | Estadísticas Dike Eddleman 23         | Reporte Pts | Estadísticas John Hargis 21 |  |  |  |
| Anderson gana la serie, 2–1 |                                       |             |                             |  |  |  |
|                             |                                       |             |                             |  |  |  |

| 3 de noviembre de 1949 | Tri-Cities Blackhawks | 87–110  | Anderson Packers |  |
|                        |                       |         |                  |  |
|                        |                       | Reporte |                  |  |

| 9 de noviembre de 1949 | Tri-Cities Blackhawks | 99–102  | Anderson Packers |  |
|                        |                       |         |                  |  |
|                        |                       | Reporte |                  |  |

| 1 de diciembre de 1949 | Tri-Cities Blackhawks | 72–81   | Anderson Packers |  |
|                        |                       |         |                  |  |
|                        |                       | Reporte |                  |  |

| 18 de diciembre de 1949 | Anderson Packers | 78–69   | Tri-Cities Blackhawks |  |
|                         |                  |         |                       |  |
|                         |                  | Reporte |                       |  |

| 11 de enero de 1950 | Anderson Packers | 81–88   | Tri-Cities Blackhawks |  |
|                     |                  |         |                       |  |
|                     |                  | Reporte |                       |  |

| 23 de enero de 1950 | Tri-Cities Blackhawks | 99–96   | Anderson Packers |  |
|                     |                       |         |                  |  |
|                     |                       | Reporte |                  |  |

| 22 de febrero de 1950 | Anderson Packers | 90–81   | Tri-Cities Blackhawks |  |
|                       |                  |         |                       |  |
|                       |                  | Reporte |                       |  |

| 6 de marzo de 1950 | Tri-Cities Blackhawks | 77–88   | Anderson Packers |  |
|                    |                       |         |                  |  |
|                    |                       | Reporte |                  |  |

| 8 de marzo de 1950 | Anderson Packers | 82–67   | Tri-Cities Blackhawks |  |
|                    |                  |         |                       |  |
|                    |                  | Reporte |                       |  |

Es el primer encuentro de playoffs entre estos equipos.

### División Central

#### (1) Minneapolis Lakers vs. (4) Chicago Stags
| 22 de marzo                      | Chicago Stags                         | 75–85       | Minneapolis Lakers           |  |  |  |
|                                  | Parciales: 17–22, 18–17, 16–20, 24–26 |             |                              |  |  |  |
|                                  | Estadísticas Leo Barnhorst 17         | Reporte Pts | Estadísticas George Mikan 30 |  |  |  |
| Minneapolis lidera la serie, 1–0 |                                       |             |                              |  |  |  |
|                                  |                                       |             |                              |  |  |  |

| 25 de marzo                    | Minneapolis Lakers                    | 75–67       | Chicago Stags                 |  |  |  |
|                                | Parciales: 19–17, 19–17, 18–16, 19–17 |             |                               |  |  |  |
|                                | Estadísticas George Mikan 34          | Reporte Pts | Estadísticas Max Zaslofsky 31 |  |  |  |
| Minneapolis gana la serie, 2–0 |                                       |             |                               |  |  |  |
|                                |                                       |             |                               |  |  |  |

| 12 de noviembre de 1949 | Minneapolis Lakers | 79–86   | Chicago Stags |  |
|                         |                    |         |               |  |
|                         |                    | Reporte |               |  |

| 27 de noviembre de 1949 | Chicago Stags | 96–82   | Minneapolis Lakers |  |
|                         |               |         |                    |  |
|                         |               | Reporte |                    |  |

| 3 de diciembre de 1949 | Minneapolis Lakers | 91–80   | Chicago Stags |  |
|                        |                    |         |               |  |
|                        |                    | Reporte |               |  |

| 22 de enero de 1950 | Chicago Stags | 75–103  | Minneapolis Lakers |  |
|                     |               |         |                    |  |
|                     |               | Reporte |                    |  |

| 24 de enero de 1950 | Minneapolis Lakers | 80–68   | Chicago Stags |  |
|                     |                    |         |               |  |
|                     |                    | Reporte |               |  |

| 19 de febrero de 1950 | Chicago Stags | 83–96   | Minneapolis Lakers |  |
|                       |               |         |                    |  |
|                       |               | Reporte |                    |  |

Es la segunda vez que se enfrentan estos equipos en playoffs, Minneapolis ganó en el primer encuentro.
| \| 1949 \| Minneapolis Lakers \| 2–0 \| Chicago Stags \| \| \| \| \| \| \| \| \| \| \| \| \| Pabellón: Semifinales División Oeste 1949 \| |                    |     |               |                                           |
| 1949 | Minneapolis Lakers | 2–0 | Chicago Stags |                                           |
| |                    |     |               |                                           |
| |                    |     |               | Pabellón: Semifinales División Oeste 1949 |

#### (2) Fort Wayne Pistons vs. (3) Rochester Royals
| 23 de marzo                  | Fort Wayne Pistons                    | 90–84       | Rochester Royals           |  |  |  |
|                              | Parciales: 22–15, 26–20, 18–20, 24–29 |             |                            |  |  |  |
|                              | Estadísticas Howie Schultz 18         | Reporte Pts | Estadísticas Frank Saul 15 |  |  |  |
| Pistons lidera la serie, 1–0 |                                       |             |                            |  |  |  |
|                              |                                       |             |                            |  |  |  |

| 24 de marzo                | Rochester Royals                                  | 78–79       | Fort Wayne Pistons            |  |  |  |
|                            | Parciales: 21–17, 11–23, 21–19, 17–11 (T.E.: 8–9) |             |                               |  |  |  |
|                            | Estadísticas Arnie Risen 17                       | Reporte Pts | Estadísticas Bob Carpenter 27 |  |  |  |
| Pistons gana la serie, 2–0 |                                                   |             |                               |  |  |  |
|                            |                                                   |             |                               |  |  |  |

| 15 de diciembre de 1949 | Rochester Royals | 66–69   | Fort Wayne Pistons |  |
|                         |                  |         |                    |  |
|                         |                  | Reporte |                    |  |

| 29 de diciembre de 1949 | Fort Wayne Pistons | 79–97   | Rochester Royals |  |
|                         |                    |         |                  |  |
|                         |                    | Reporte |                  |  |

| 11 de febrero de 1950 | Fort Wayne Pistons | 92–84   | Rochester Royals |  |
|                       |                    |         |                  |  |
|                       |                    | Reporte |                  |  |

| 12 de febrero de 1950 | Rochester Royals | 74–76   | Fort Wayne Pistons |  |
|                       |                  |         |                    |  |
|                       |                  | Reporte |                    |  |

| 4 de marzo de 1950 | Fort Wayne Pistons | 70–73   | Rochester Royals |  |
|                    |                    |         |                  |  |
|                    |                    | Reporte |                  |  |

| 5 de marzo de 1950 | Rochester Royals | 65–60   | Fort Wayne Pistons |  |
|                    |                  |         |                    |  |
|                    |                  | Reporte |                    |  |

Es el primer encuentro de playoffs entre estos equipos.

## Finales de División

### División Este

#### (1) Syracuse Nationals vs. (2) New York Knicks
| 26 de marzo                   | New York Knicks            | 83–90       | Syracuse Nationals            |  |  |  |
|                               |                            |             |                               |  |  |  |
|                               | Estadísticas Carl Braun 22 | Reporte Pts | Estadísticas Dolph Schayes 26 |  |  |  |
| Syracuse lidera la serie, 1–0 |                            |             |                               |  |  |  |
|                               |                            |             |                               |  |  |  |

| 30 de marzo         | Syracuse Nationals               | 76–80       | New York Knicks              |  |  |  |
|                     |                                  |             |                              |  |  |  |
|                     | Estadísticas George Ratkovicz 17 | Reporte Pts | Estadísticas Vince Boryla 21 |  |  |  |
| Serie empatada, 1–1 |                                  |             |                              |  |  |  |
|                     |                                  |             |                              |  |  |  |

| 2 de abril                  | New York Knicks                  | 80–91       | Syracuse Nationals            |  |  |  |
|                             |                                  |             |                               |  |  |  |
|                             | Estadísticas Ernie Vandeweghe 17 | Reporte Pts | Estadísticas Dolph Schayes 24 |  |  |  |
| Syracuse gana la serie, 2–1 |                                  |             |                               |  |  |  |
|                             |                                  |             |                               |  |  |  |

| 13 de noviembre de 1949 | New York Knicks | 66–80   | Syracuse Nationals |  |
|                         |                 |         |                    |  |
|                         |                 | Reporte |                    |  |

| 17 de noviembre de 1949 Partido cambiado de día por cosas personales del arbitro | Syracuse Nationals | 77–74   | New York Knicks |  |
|                                                                                  |                    |         |                 |  |
|                                                                                  |                    | Reporte |                 |  |

Es el primer encuentro de playoffs entre estos equipos.

### División Oeste

#### (1) Indianapolis Olympians vs. (2) Anderson Packers
| 28 de marzo                       | Anderson Packers                      | 74–77       | Indianapolis Olympians     |  |  |  |
|                                   | Parciales: 19–16, 19–21, 20–17, 16–23 |             |                            |  |  |  |
|                                   | Estadísticas Milo Komenich 14         | Reporte Pts | Estadísticas Alex Groza 31 |  |  |  |
| Indianapolis lidera la serie, 1–0 |                                       |             |                            |  |  |  |
|                                   |                                       |             |                            |  |  |  |

| 30 de marzo         | Indianapolis Olympians                | 67–84       | Anderson Packers            |  |  |  |
|                     | Parciales: 23–15, 11–21, 20–25, 13–23 |             |                             |  |  |  |
|                     | Estadísticas Joe Holland 14           | Reporte Pts | Estadísticas John Hargis 13 |  |  |  |
| Serie empatada, 1–1 |                                       |             |                             |  |  |  |
|                     |                                       |             |                             |  |  |  |

| 1 de abril                  | Anderson Packers                      | 67–65       | Indianapolis Olympians     |  |  |  |
|                             | Parciales: 17–18, 12–12, 18–14, 20–21 |             |                            |  |  |  |
|                             | Estadísticas Frankie Brian 14         | Reporte Pts | Estadísticas Alex Groza 26 |  |  |  |
| Anderson gana la serie, 2–1 |                                       |             |                            |  |  |  |
|                             |                                       |             |                            |  |  |  |

| 15 de noviembre de 1949 | Anderson Packers | 83–72   | Indianapolis Olympians |  |
|                         |                  |         |                        |  |
|                         |                  | Reporte |                        |  |

| 8 de diciembre de 1949 | Indianapolis Olympians | 72–69   | Anderson Packers |  |
|                        |                        |         |                  |  |
|                        |                        | Reporte |                  |  |

| 27 de diciembre de 1949 | Anderson Packers | 82–89   | Indianapolis Olympians |  |
|                         |                  |         |                        |  |
|                         |                  | Reporte |                        |  |

| 27 de enero de 1950 | Indianapolis Olympians | 91–78   | Anderson Packers |  |
|                     |                        |         |                  |  |
|                     |                        | Reporte |                  |  |

| 10 de febrero de 1950 | Anderson Packers | 107–76  | Indianapolis Olympians |  |
|                       |                  |         |                        |  |
|                       |                  | Reporte |                        |  |

| 7 de marzo de 1950 | Anderson Packers | 93–107  | Indianapolis Olympians |  |
|                    |                  |         |                        |  |
|                    |                  | Reporte |                        |  |

| 9 de marzo de 1950 | Indianapolis Olympians | 97–90   | Anderson Packers |  |
|                    |                        |         |                  |  |
|                    |                        | Reporte |                  |  |

Es el primer encuentro de playoffs entre estos equipos.

### División Central

#### (1) Minneapolis Lakers vs. (3) Fort Wayne Pistons
| 27 de marzo                      | Fort Wayne Pistons                    | 79–93       | Minneapolis Lakers           |  |  |  |
|                                  | Parciales: 14–19, 14–30, 19–16, 32–28 |             |                              |  |  |  |
|                                  | Estadísticas Fred Schaus 20           | Reporte Pts | Estadísticas George Mikan 24 |  |  |  |
| Minneapolis lidera la serie, 1–0 |                                       |             |                              |  |  |  |
|                                  |                                       |             |                              |  |  |  |

| 28 de marzo                    | Minneapolis Lakers                    | 89–82       | Fort Wayne Pistons          |  |  |  |
|                                | Parciales: 20–18, 26–20, 19–18, 24–26 |             |                             |  |  |  |
|                                | Estadísticas George Mikan 37          | Reporte Pts | Estadísticas Fred Schaus 33 |  |  |  |
| Minneapolis gana la serie, 2–0 |                                       |             |                             |  |  |  |
|                                |                                       |             |                             |  |  |  |

| 8 de diciembre de 1949 | Minneapolis Lakers | 66–87   | Fort Wayne Pistons |  |
|                        |                    |         |                    |  |
|                        |                    | Reporte |                    |  |

| 25 de diciembre de 1949 | Fort Wayne Pistons | 58–72   | Minneapolis Lakers |  |
|                         |                    |         |                    |  |
|                         |                    | Reporte |                    |  |

| 4 de enero de 1950 | Fort Wayne Pistons | 75–91   | Minneapolis Lakers |  |
|                    |                    |         |                    |  |
|                    |                    | Reporte |                    |  |

| 2 de febrero de 1950 | Minneapolis Lakers | 79–78   | Fort Wayne Pistons |  |
|                      |                    |         |                    |  |
|                      |                    | Reporte |                    |  |

| 28 de febrero de 1950 | Fort Wayne Pistons | 65–71   | Minneapolis Lakers |  |
|                       |                    |         |                    |  |
|                       |                    | Reporte |                    |  |

| 19 de marzo de 1950 | Minneapolis Lakers | 67–69   | Fort Wayne Pistons |  |
|                     |                    |         |                    |  |
|                     |                    | Reporte |                    |  |

Es el primer encuentro de playoffs entre estos equipos.

## Semifinales NBA

### (C1) Minneapolis Lakers vs. (O2) Anderson Packers
| 5 de abril                       | Anderson Packers           | 50–75       | Minneapolis Lakers           |  |  |  |
|                                  |                            |             |                              |  |  |  |
|                                  | Estadísticas Bill Closs 12 | Reporte Pts | Estadísticas George Mikan 26 |  |  |  |
| Minneapolis lidera la serie, 1–0 |                            |             |                              |  |  |  |
|                                  |                            |             |                              |  |  |  |

| 6 de abril                     | Minneapolis Lakers                   | 90–71       | Anderson Packers           |  |  |  |
|                                | Parciales: 25–21, 18–22, 21–8, 26–20 |             |                            |  |  |  |
|                                | Estadísticas George Mikan 32         | Reporte Pts | Estadísticas Bill Closs 16 |  |  |  |
| Minneapolis gana la serie, 2–0 |                                      |             |                            |  |  |  |
|                                |                                      |             |                            |  |  |  |

| 19 de noviembre de 1949 | Minneapolis Lakers | 80–83   | Anderson Packers |  |
|                         |                    |         |                  |  |
|                         |                    | Reporte |                  |  |

| 1 de enero de 1950 | Anderson Packers | 75–87   | Minneapolis Lakers |  |
|                    |                  |         |                    |  |
|                    |                  | Reporte |                    |  |

Es el primer encuentro de playoffs entre estos equipos.

## Finales de la NBA: (E1) Syracuse Nationals vs. (C1) Minneapolis Lakers
| 8 de abril                       | Minneapolis Lakers                    | 68–66       | Syracuse Nationals            |                                                                    |  |  |
|                                  | Parciales: 16–10, 18–20, 17–23, 17–13 |             |                               |                                                                    |  |  |
|                                  | Estadísticas George Mikan 37          | Reporte Pts | Estadísticas Dolph Schayes 19 | Asistencia: 7552 espectadores Árbitros: Pat Kennedy, John Nucatola |  |  |
| Minneapolis lidera la serie, 1–0 |                                       |             |                               |                                                                    |  |  |
|                                  |                                       |             |                               |                                                                    |  |  |

| 9 de abril          | Minneapolis Lakers                    | 85–91       | Syracuse Nationals               |                                                                    |  |  |
|                     | Parciales: 17–16, 14–28, 22–23, 32–24 |             |                                  |                                                                    |  |  |
|                     | Estadísticas George Mikan 32          | Reporte Pts | Estadísticas George Ratkovicz 17 | Asistencia: 8280 espectadores Árbitros: Pat Kennedy, John Nucatola |  |  |
| Serie empatada, 1–1 |                                       |             |                                  |                                                                    |  |  |
|                     |                                       |             |                                  |                                                                    |  |  |

| 14 de abril                      | Syracuse Nationals                    | 77–91       | Minneapolis Lakers           |                                 |  |  |
|                                  | Parciales: 15–21, 24–21, 16–24, 22–25 |             |                              |                                 |  |  |
|                                  | Estadísticas Johnny Macknowski 25     | Reporte Pts | Estadísticas George Mikan 28 | Asistencia: 10 288 espectadores |  |  |
| Minneapolis lidera la serie, 2–1 |                                       |             |                              |                                 |  |  |
|                                  |                                       |             |                              |                                 |  |  |

| 16 de abril                      | Syracuse Nationals                    | 69–77       | Minneapolis Lakers           |                                                                      |  |  |
|                                  | Parciales: 22–27, 16–11, 19–24, 12–15 |             |                              |                                                                      |  |  |
|                                  | Estadísticas Dolph Schayes 18         | Reporte Pts | Estadísticas George Mikan 28 | Asistencia: 10 512 espectadores Árbitros: Pat Kennedy, John Nucatola |  |  |
| Minneapolis lidera la serie, 3–1 |                                       |             |                              |                                                                      |  |  |
|                                  |                                       |             |                              |                                                                      |  |  |

| 20 de abril                      | Minneapolis Lakers                   | 76–83       | Syracuse Nationals            |                               |  |  |
|                                  | Parciales: 16–14, 8–24, 19–23, 33–22 |             |                               |                               |  |  |
|                                  | Estadísticas George Mikan 28         | Reporte Pts | Estadísticas Dolph Schayes 19 | Asistencia: 9024 espectadores |  |  |
| Minneapolis lidera la serie, 3–2 |                                      |             |                               |                               |  |  |
|                                  |                                      |             |                               |                               |  |  |

| 23 de abril                    | Syracuse Nationals                    | 95–110      | Minneapolis Lakers           |                                                                          |  |  |
|                                | Parciales: 18–25, 21–26, 17–30, 39–29 |             |                              |                                                                          |  |  |
|                                | Estadísticas Dolph Schayes 23         | Reporte Pts | Estadísticas George Mikan 40 | Asistencia: 9812 espectadores Árbitros: James Biersdorfer, John Nucatola |  |  |
| Minneapolis gana la serie, 4–2 |                                       |             |                              |                                                                          |  |  |
|                                |                                       |             |                              |                                                                          |  |  |

| 11 de enero de 1950 | Syracuse Nationals | 88–98   | Minneapolis Lakers |  |
|                     |                    |         |                    |  |
|                     |                    | Reporte |                    |  |

| 5 de marzo de 1950 | Minneapolis Lakers | 75–84   | Syracuse Nationals |  |
|                    |                    |         |                    |  |
|                    |                    | Reporte |                    |  |

Es el primer encuentro de playoffs entre estos equipos.